# Liceo Sisowath
Il Liceo Sisowath (in khmer: វិទ្យាល័យព្រះស៊ីសុវត្ថិ) è una scuola secondaria di Phnom Penh, in Cambogia. La scuola è stata fondata nel 1873 come collegio (scuola media) e divenne un liceo (scuola media e superiore) nel 1933. Prende il nome dal re Sisowath .

## Storia
Su iniziativa di François Fontaine, nel 1873 fu fondata la prima scuola "moderna" franco-cambogiana. La Scuola del Protettorato fu ribattezzata Collège of the Protectorate nel 1893 e poi Collège Sisowath nel 1905. Il Collège preparava gli studenti al servizio nell'amministrazione coloniale francese, nella magistratura e nell'amministrazione indigena.
Nel 1933, il Collège Sisowath divenne il Liceo Sisowath (Lycée Preah Sisowath). I primi studenti cambogiani si sono diplomati al Lycée Sisowath con la maturità francese nel 1939 e solo 144 cambogiani completarono il baccalauréat completo entro 1954. Il Ministero della Pubblica Istruzione ha adottato misure per utilizzare la lingua Khmer a tutti i livelli di istruzione, compreso il Lycée Sisowath a partire dal 1967.
Durante la Repubblica Khmer, la scuola è stata ribattezzata due volte: Lycée du 9 octobre nel 1970, dopo la data della dichiarazione della repubblica da parte del regime di Lon Nol, poi Phnom Daun Penh High School nel 1974. Sotto il regime di Pol Pot, il liceo fu chiuso e adibito a magazzino dell'esercito. Gli insegnanti, il personale scolastico e gli studenti sono stati costretti a lasciare la città e vivere in aree sottosviluppate.
Dopo l'invasione vietnamita del 7 gennaio 1979, il governo della Repubblica popolare di Kampuchea riaprì gradualmente le scuole. Il liceo è stato ufficialmente riaperto il 21 gennaio 1980, con il nome di Phnom Daun Penh High School. Il personale scolastico ha chiesto al ministero dell'Istruzione di rinominare il liceo con il suo nome originale di Liceo Sisowath nel 1993.

## Campus
Il Lycée Sisowath occupa un lotto di quattro ettari (9,9 acri) donato dal re Sisowath nel 1905. La scuola ha otto edifici e un centro amministrativo che conserva il suo aspetto originale di influenza francese. C'è un campo da calcio, due campi da pallavolo e tre campi da basket.